# Fußball-Weltmeisterschaft 2022/Qualifikation

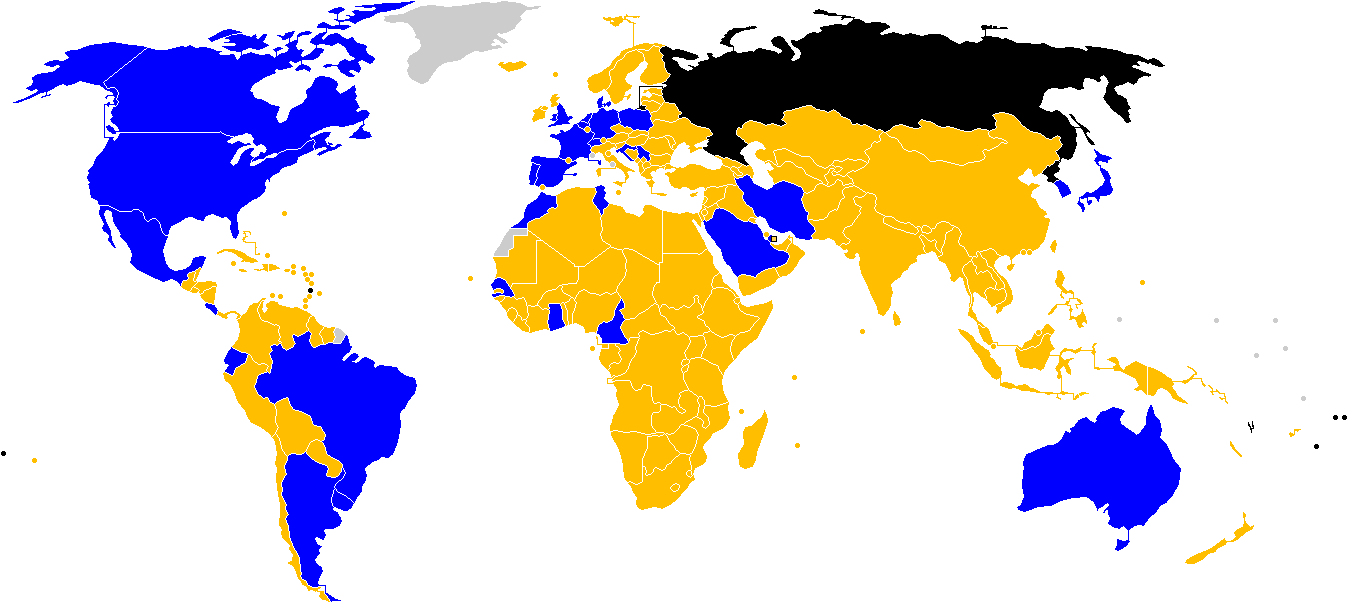
Qualifiziert
Nicht qualifiziert
Zurückgezogen oder suspendiert
Kein FIFA-Mitglied

Die Qualifikation (oder Vorrunde) zur Endrunde der Fußball-Weltmeisterschaft 2022 wurde von 2019 bis 2022 ausgetragen. Es hatten sich bis auf Samoa und Amerikanisch-Samoa 209 FIFA-Mitglieder gemeldet; Tonga, Vanuatu und St. Lucia zogen zurück, ohne ein Spiel zu bestreiten; die Cookinseln und Nordkorea, nachdem sie mindestens ein Spiel absolviert hatten. Die Mannschaft Russlands wurde vor den Play-offs ausgeschlossen. Die Auslosungen der Qualifikationsgruppen fanden von 2019 bis 2020 in jeder Konföderation einzeln statt.
Die Startplätze für die Endrunde wurden wie folgt vergeben:
- UEFA (Europa): 13 Startplätze für 55 Qualifikationsteilnehmer
- CAF (Afrika): 5 Startplätze für 54 Qualifikationsteilnehmer
- AFC (Asien und Australien): 4 oder 5 Startplätze für 45 Qualifikationsteilnehmer plus einen Startplatz für den Gastgeber Katar
- CONMEBOL (Südamerika): 4 oder 5 Startplätze für 10 Qualifikationsteilnehmer
- CONCACAF (Nord- und Mittelamerika und Karibik): 3 oder 4 Startplätze für 35 Qualifikationsteilnehmer
- OFC (Ozeanien): 0 oder 1 Startplatz für 11 Qualifikationsteilnehmer

Zwei der Teilnehmer werden in interkontinentalen Entscheidungsspielen bestimmt. Welche Verbände gegeneinander antreten, wird ausgelost.

## Für die Weltmeisterschaft qualifizierte Mannschaften
| Nation             | Qualifiziert als                                   | Qualifiziert am | FIFA-Rang | Endrundenteilnahmen | Endrundenteilnahmen |
| Nation             | Qualifiziert als                                   | Qualifiziert am | FIFA-Rang | Anzahl              | zuletzt             |
| ------------------ | -------------------------------------------------- | --------------- | --------- | ------------------- | ------------------- |
| Katar              | AFC; Gastgeber                                     | 02.12.2010      | 50        | 01                  | –                   |
| Deutschland        | UEFA; Erster Gruppe J                              | 11.10.2021      | 11        | 20                  | 2018                |
| Dänemark           | UEFA; Erster Gruppe F                              | 12.10.2021      | 10        | 06                  | 2018                |
| Brasilien          | CONMEBOL; Gruppenerster                            | 11.11.2021      | 01        | 22                  | 2018                |
| Belgien            | UEFA; Erster Gruppe E                              | 13.11.2021      | 02        | 14                  | 2018                |
| Frankreich         | UEFA; Erster Gruppe D                              | 13.11.2021      | 04        | 16                  | 2018                |
| Kroatien           | UEFA; Erster Gruppe H                              | 14.11.2021      | 12        | 07                  | 2018                |
| Serbien            | UEFA; Erster Gruppe A                              | 14.11.2021      | 21        | 03                  | 2018                |
| Spanien            | UEFA; Erster Gruppe B                              | 14.11.2021      | 07        | 16                  | 2018                |
| England            | UEFA; Erster Gruppe I                              | 15.11.2021      | 05        | 16                  | 2018                |
| Schweiz            | UEFA; Erster Gruppe C                              | 15.11.2021      | 15        | 12                  | 2018                |
| Niederlande        | UEFA; Erster Gruppe G                              | 16.11.2021      | 08        | 11                  | 2014                |
| Argentinien        | CONMEBOL; Gruppenzweiter                           | 16.11.2021      | 03        | 18                  | 2018                |
| Iran               | AFC; 3. Runde, Erster Gruppe 1                     | 27.01.2022      | 20        | 06                  | 2018                |
| Südkorea           | AFC; 3. Runde, Zweiter Gruppe 1                    | 01.02.2022      | 28        | 11                  | 2018                |
| Japan              | AFC; 3. Runde, Zweiter Gruppe 2                    | 24.03.2022      | 24        | 07                  | 2018                |
| Saudi-Arabien      | AFC; 3. Runde, Erster Gruppe 2                     | 24.03.2022      | 51        | 06                  | 2018                |
| Ecuador            | CONMEBOL; Gruppenvierter                           | 24.03.2022      | 44        | 04                  | 2014                |
| Uruguay            | CONMEBOL; Gruppendritter                           | 24.03.2022      | 14        | 14                  | 2018                |
| Kanada             | CONCACAF; 3. Runde, Gruppenerster                  | 27.03.2022      | 41        | 02                  | 1986                |
| Ghana              | CAF; Sieger 3. Runde                               | 29.03.2022      | 61        | 04                  | 2014                |
| Senegal            | CAF; Sieger 3. Runde                               | 29.03.2022      | 18        | 03                  | 2018                |
| Portugal           | UEFA; Play-off-Sieger                              | 29.03.2022      | 09        | 08                  | 2018                |
| Polen              | UEFA; Play-off-Sieger                              | 29.03.2022      | 26        | 09                  | 2018                |
| Tunesien           | CAF; Sieger 3. Runde                               | 29.03.2022      | 30        | 06                  | 2018                |
| Marokko            | CAF; Sieger 3. Runde                               | 29.03.2022      | 22        | 06                  | 2018                |
| Kamerun            | CAF; Sieger 3. Runde                               | 29.03.2022      | 43        | 08                  | 2014                |
| Mexiko             | CONCACAF; 3. Runde, Gruppenzweiter                 | 31.03.2022      | 13        | 17                  | 2018                |
| Vereinigte Staaten | CONCACAF; 3. Runde, Gruppendritter                 | 31.03.2022      | 16        | 11                  | 2014                |
| Wales              | UEFA; Play-off-Sieger                              | 05.06.2022      | 19        | 02                  | 1958                |
| Australien         | AFC; Sieger interkontinentale Play-offs (CONMEBOL) | 13.06.2022      | 38        | 06                  | 2018                |
| Costa Rica         | CONCACAF; Sieger interkontinentale Play-offs (OFC) | 14.06.2022      | 31        | 06                  | 2018                |

Anmerkungen
1. ↑  Stand: 6. Oktober 2022.
2. ↑  Inklusive der Fußball-WM 2022.

## Europäische Zone / UEFA
Am 9. Dezember 2019 gab die Welt-Anti-Doping-Agentur (WADA) bekannt, dass Russland wegen manipulierter Daten aus dem Moskauer Labor für die nächsten vier Jahre von allen sportlichen Großereignissen ausgeschlossen wird. Die russische Nationalmannschaft nahm jedoch an der Qualifikation teil, da das Verbot nur für die Endrunde galt. Wenn sich Russland qualifiziert hätte, hätten die russische Fußballer möglicherweise als neutrales Team teilnehmen können, das heißt unter Verzicht auf russische Flagge und Hymne. Nach dem Überfall auf die Ukraine 2022 wurde die russische Mannschaft jedoch von der FIFA ausgeschlossen.
Die Auslosung für die Qualifikationsgruppen fand am 7. Dezember 2020 in Zürich statt. Auf Einladung der UEFA spielte WM-Gastgeber Katar in der europäischen Qualifikation mit, um Wettkampfpraxis sammeln zu können. Dafür wurden die Katarer der Gruppe A mit Europameister Portugal zugeteilt. Die Spiele gegen Katar fanden alle in Europa als Freundschaftsspiele statt und gingen daher nicht in die Wertung ein.
| Gruppe A         | FIFA- Rang 1 | Gruppe B        | FIFA- Rang | Gruppe C       | FIFA- Rang | Gruppe D                   | FIFA- Rang | Gruppe E          | FIFA- Rang |
| ---------------- | ------------ | --------------- | ---------- | -------------- | ---------- | -------------------------- | ---------- | ----------------- | ---------- |
| 1. Portugal      | 005          | 1. Spanien *    | 006        | 1. Italien *   | 010        | 1. Frankreich *            | 002        | 1. Belgien *      | 001        |
| 2. Serbien       | 030          | 2. Schweden     | 020        | 2. Schweiz     | 016        | 2. Ukraine                 | 024        | 2. Wales *        | 018        |
| 3. Irland        | 042          | 3. Griechenland | 053        | 3. Nordirland  | 045        | 3. Finnland                | 054        | 3. Tschechien *   | 042        |
| 4. Luxemburg     | 098          | 4. Georgien     | 089        | 4. Bulgarien   | 068        | 4. Bosnien und Herzegowina | 055        | 4. Belarus        | 088        |
| 5. Aserbaidschan | 109          | 5. Kosovo       | 117        | 5. Litauen     | 129        | 5. Kasachstan              | 122        | 5. Estland        | 109        |
| Gruppe F         | FIFA-Rang    | Gruppe G        | FIFA-Rang  | Gruppe H       | FIFA-Rang  | Gruppe I                   | FIFA-Rang  | Gruppe J          | FIFA-Rang  |
| 1. Dänemark      | 012          | 1. Niederlande  | 014        | 1. Kroatien    | 011        | 1. England                 | 004        | 1. Deutschland    | 013        |
| 2. Österreich *  | 023          | 2. Türkei       | 032        | 2. Slowakei    | 033        | 2. Polen                   | 019        | 2. Rumänien       | 037        |
| 3. Schottland    | 048          | 3. Norwegen     | 044        | 3. Russland    | 039        | 3. Ungarn *                | 040        | 3. Island         | 046        |
| 4. Israel        | 087          | 4. Montenegro * | 063        | 4. Slowenien * | 062        | 4. Albanien *              | 066        | 4. Nordmazedonien | 065        |
| 5. Färöer *      | 107          | 5. Lettland     | 136        | 5. Zypern      | 100        | 5. Andorra                 | 151        | 5. Armenien *     | 099        |
| 6. Moldau        | 177          | 6. Gibraltar *  | 195        | 6. Malta       | 176        | 6. San Marino              | 210        | 6. Liechtenstein  | 181        |

* Gruppensieger der UEFA Nations League 2020/21
Gruppensieger der Qualifikation sind fett markiert

### Status Russlands
Am 9. Dezember 2019 verhängte die Welt-Anti-Doping-Agentur (WADA) zunächst eine vierjährige Sperre gegen Russland für alle großen internationalen Sportveranstaltungen, nachdem festgestellt wurde, dass die russische Anti-Doping-Agentur RUSADA manipulierte Labordaten an Ermittler übergeben hatte. Die russische Nationalmannschaft durfte jedoch weiterhin an Qualifikationsspielen teilnehmen, da sich das Verbot nur auf die Endrunde der Weltmeisterschaft als Weltmeisterschaft bezog. Die Entscheidung der WADA erlaubte Athletinnen und Athleten, die nicht in Doping oder dessen Vertuschung verwickelt waren, die Teilnahme, untersagte jedoch die Verwendung der russischen Flagge und Nationalhymne bei internationalen Großveranstaltungen. Gegen die Entscheidung wurde beim Internationalen Sportgerichtshof (CAS) Berufung eingelegt, doch die Entscheidung der WADA wurde bestätigt, wenngleich die Sperre auf zwei Jahre verkürzt wurde. Das Urteil des CAS erlaubte zudem die Darstellung des Namens „Russland“ auf den Trikots, sofern die Bezeichnungen „Neutraler Athlet“ oder „Neutrales Team“ gleichwertig hervorgehoben wurden. Hätte sich Russland für das Turnier qualifiziert, hätten die Spieler weder den Landesnamen allein noch die Flagge oder Hymne verwenden dürfen, infolge der zweijährigen Sperre Russlands von Weltmeisterschaften und Olympischen Spielen in allen Sportarten.
Nach Boykottdrohungen durch Tschechien, Polen und Schweden am 27. Februar 2022, im Zuge der russischen Invasion in die Ukraine, untersagte die FIFA der russischen Nationalmannschaft Heimspiele in Russland; stattdessen sollten Spiele unter Ausschluss der Öffentlichkeit auf neutralem Boden stattfinden. Zudem durfte das Team nicht unter dem Namen, der Flagge oder der Hymne Russlands antreten und musste unter der Bezeichnung „Fußballverband Russlands“ (RFU) spielen. Am 28. Februar jedoch, nach einer Empfehlung des Internationalen Olympischen Komitees (IOC), suspendierte die FIFA die Teilnahme Russlands vollständig. Polen erhielt daraufhin kampflos den Sieg im Play-off-Halbfinale gegen Russland. Der russische Fußballverband kündigte an, gegen die Entscheidung beim CAS Berufung einzulegen. Der Antrag auf eine vorübergehende Aufhebung der Sperre wurde am 18. März abgelehnt.

## Afrikanische Zone / CAF
Da Réunion und Sansibar keine FIFA-Mitglieder sind, nehmen nur 54 CAF-Mitglieder an der Qualifikation teil.
Erste Runde

Die auf Platz 27 bis 54 gesetzten Mannschaften stiegen in der ersten Runde ein.
- Angola*
- Äquatorialguinea*
- Äthiopien*
- Botswana
- Burundi
- Dschibuti*
- Eritrea
- Eswatini
- Gambia
- Guinea-Bissau*
- Komoren
- Lesotho
- Liberia*
- Malawi*
- Mauritius
- Mosambik*
- Namibia*
- Ruanda*
- Seychellen
- Sierra Leone
- Simbabwe*
- Somalia
- Sudan*
- Südsudan
- São Tomé und Príncipe
- Tansania*
- Togo*
- Tschad

* = Qualifiziert für die zweite Runde
Zweite Runde

Die auf Platz 1 bis 26 gesetzten Mannschaften stiegen in der zweiten Runde ein.
- Ägypten**
- Algerien**
- Benin
- Burkina Faso
- DR Kongo**
- Elfenbeinküste
- Gabun
- Ghana**
- Guinea
- Kamerun**
- Kap Verde
- Kenia
- Libyen
- Madagaskar
- Mali**
- Marokko**
- Mauretanien
- Niger
- Nigeria**
- Republik Kongo
- Sambia
- Senegal**
- Tunesien**
- Südafrika
- Uganda
- Zentralafr. Republik

** = Qualifiziert für die dritte Runde
Dritte Runde

Die zehn Gruppensieger der zweiten Runde spielten in einer Heim- und Auswärtspartie fünf WM-Teilnehmer aus.
- Ägypten
- Algerien
- DR Kongo
- Ghana***
- Kamerun***
- Mali
- Marokko***
- Nigeria
- Senegal***
- Tunesien***

*** = Qualifiziert für die WM-Endrunde

## Asiatische Zone und Australien / AFC
Da die Nördlichen Marianen kein FIFA-Mitglied sind, nehmen nur 46 AFC-Mitglieder an der Qualifikation teil. Die ersten beiden Qualifikationsrunden dienen gleichzeitig auch als Qualifikation für die Asienmeisterschaft 2023.
Erste Runde

Die auf Platz 35 bis 46 gesetzten Mannschaften stiegen in der ersten Runde ein.
- Bangladesch*
- Bhutan
- Brunei
- Guam*
- Kambodscha*
- Laos
- Macau
- Malaysia*
- Mongolei*
- Osttimor
- Pakistan
- Sri Lanka*

* = Qualifiziert für die zweite Runde
Zweite Runde

Die auf Platz 1 bis 34 gesetzten Mannschaften stiegen in der zweiten Runde ein.
- Afghanistan
- Australien**
- Bahrain
- China**
- Chinese Taipei
- Hongkong
- Indien
- Indonesien
- Irak**
- Iran**
- Japan**
- Jemen
- Jordanien
- Katar
- Kirgisistan
- Kuwait
- Libanon**
- Malediven
- Myanmar
- Nepal
- Nordkorea
- Oman**
- Palästina
- Philippinen
- Saudi-Arabien**
- Singapur
- Südkorea**
- Syrien**
- Tadschikistan
- Thailand
- Turkmenistan
- Usbekistan
- Ver. Arab. Emirate**
- Vietnam**

** = Qualifiziert für die dritte Runde
Dritte Runde
| Gruppe 1                           | FIFA-Rang | Gruppe 2         | FIFA-Rang |
| ---------------------------------- | --------- | ---------------- | --------- |
| 1. Iran                            | 26        | 1. Saudi-Arabien | 61        |
| 2. Südkorea                        | 36        | 2. Japan         | 24        |
| 3. Vereinigte Arabische Emirate*** | 68        | 3. Australien*** | 35        |
| 4. Irak                            | 70        | 4. Oman          | 79        |
| 5. Syrien                          | 80        | 5. China         | 71        |
| 6. Libanon                         | 98        | 6. Vietnam       | 92        |

Anmerkungen
1. FIFA-Rang Stand: 18. Juni 2021
2. *** = Qualifiziert für die vierte Runde

Vierte Runde

Die beiden Gruppendritten der dritten Runde qualifizierten sich für die vierte Runde.
 Australien****

 Vereinigte Arabische Emirate

**** = Qualifiziert für die interkontinentalen Play-offs

## Südamerikanische Zone / CONMEBOL
Alle zehn Mannschaften, die dem südamerikanischen Fußballverband CONMEBOL angehören, nahmen an der Qualifikation teil. Aufgrund der Corona-Pandemie wurde der Start der Qualifikation der 10 Teilnehmer (ursprünglich März 2020) auf Oktober 2020 verschoben.
- Argentinien
- Bolivien
- Brasilien
- Chile
- Ecuador
- Kolumbien
- Paraguay
- Peru*
- Uruguay
- Venezuela

* = Qualifiziert für die interkontinentalen Play-offs

## Nord-, Zentralamerikanische und Karibische Zone / CONCACAF
Alle 35 CONCACAF-Mannschaften, die auch Mitglied des Weltverbandes FIFA sind, nahmen an der Qualifikation teil.
Erste Runde

Die auf Platz 6 bis 35 gesetzten Mannschaften stiegen in der ersten Runde ein.
- Amerikanische Jungferninseln
- Anguilla
- Antigua und Barbuda
- Aruba
- Bahamas
- Barbados
- Belize
- Bermuda
- Britische Jungferninseln
- Cayman Islands
- Curaçao*
- Dominica
- Dominikanische Republik
- El Salvador*
- Grenada
- Guatemala
- Guyana
- Haiti*
- Kanada*
- Kuba
- Montserrat
- Nicaragua
- Panama*
- Puerto Rico
- St. Kitts und Nevis*
- St. Lucia
- St. Vincent und die Grenadinen
- Suriname
- Trinidad und Tobago
- Turks- und Caicosinseln

* = Qualifiziert für die zweite Runde
Zweite Runde

Die sechs Gruppensieger der ersten Runde spielten in zwei Partien Heim und Auswärts drei Teilnehmer an der dritten Runde aus.
- Curaçao
- El Salvador**
- Haiti
- Kanada**
- Panama**
- St. Kitts und Nevis

** = Qualifiziert für die dritte Runde
Dritte Runde

Die auf Platz 1 bis 5 gesetzten Mannschaften stiegen in der dritten Runde ein.
- Costa Rica***
- El Salvador
- Honduras
- Kanada
- Jamaika
- Mexiko
- Panama
- Vereinigte Staaten

*** = Qualifiziert für die interkontinentalen Play-offs

## Ozeanische Zone / OFC
Mit der Absage der Mannschaften aus Amerikanisch-Samoa, Samoa und Tonga nahmen nur acht der elf Vollmitglieder der OFC an der Qualifikation teil. Das OFC-Qualifikationsturnier fand vom 17. bis zum 30. März 2022 in Katar statt. Die Siegermannschaft qualifizierte sich für die interkontinentalen Play-offs.
Erste Runde
- Cookinseln (zurückgezogen[18])
- Fidschi
- Neukaledonien
- Neuseeland*
- Papua-Neuguinea
- Salomonen
- Tahiti
- Vanuatu (zurückgezogen[19])

* = Qualifiziert für die interkontinentalen Play-offs

## Interkontinentale Play-offs
In den interkontinentalen Play-offs – die am 13. und 14. Juni 2022 im Ahmed bin Ali Stadium in ar-Rayyan, Katar, stattfanden – trafen folgende Mannschaften aufeinander:
Play-off AFC vs. CONMEBOL:
|                                             | Ergebnis              |                                            |
| ------------------------------------------- | --------------------- | ------------------------------------------ |
| Australien (5. Platz der AFC-Qualifikation) | 0:0 n. V. (5:4 i. E.) | Peru (5. Platz der CONMEBOL-Qualifikation) |

Play-off CONCACAF vs. OFC:
|                                                  | Ergebnis |                                             |
| ------------------------------------------------ | -------- | ------------------------------------------- |
| Costa Rica (4. Platz der CONCACAF-Qualifikation) | 1:0      | Neuseeland (1. Platz der OFC-Qualifikation) |

Im Verlauf erkannte Schiedsrichter Mohammed Abdullah Hassan Mohammed (VAE) beim Stand von 1:0 für Costa Rica den vermeintlichen Neuseeländer Ausgleich vor der Pause ab (aufgrund eines geahndeten Fouls in der Entstehung) und verhängte später eine rote Karte gegen Kosta Barbarouses, jeweils nach Intervention des Video-Schiedsrichters Abdulla al-Marri (Katar). Nach Spielschluss sah er sich deswegen harscher Kritik von Neuseelands Trainer Danny Hay ausgesetzt.

## Übertragung und Berichterstattung
Am 29. Mai 2016 erwarb der Privatsender RTL die Übertragungsrechte für alle Qualifikationsspiele der deutschen Mannschaft zur WM 2022. Ausgewählte Spiele ohne deutsche Beteiligung wurden auf Nitro gesendet. Laut Medienberichten soll RTL für die exklusiven Übertragungsrechte etwa vier bis fünf Millionen Euro pro Spiel gezahlt haben. Der Sender selbst machte zur Höhe der Ausgaben keine Angaben. Die UEFA-Qualifikationsspiele inklusive Play-offs ohne deutsche Beteiligung werden wiederum exklusiv beim Streamingdienst DAZN ausgestrahlt. Der Streaming-Dienst Sporttotal sicherte im Juli 2021 die Übertragungsrechte der AFC-Qualifikationsspiele. Am 6. September 2021 gab der Pay-TV-Sender Sportdigital bekannt, dass der Sender die afrikanischen Qualifikationsspiele inklusive Play-offs übertragen wird. Die Qualifikationsspiele von Ozeanien (OFC) wurden beim Medienkonzern Eleven Sports im kostenlosen Livestream übertragen. Für die Qualifikationsspiele von Nord-, Zentralamerika und Karibik (CONCACAF) sowie Südamerika (CONMEBOL) konnten im deutschsprachigen Raum keine Abnehmer gefunden werden.